# Saint-Affrique
Saint-Affrique (em francês:Saint-Affrique) é uma cidade e comuna francesa situada no departamento de Aveyron, na região de Occitânia ao sul da França.